# I Can't Quit You Baby
"I Can't Quit You Baby" é uma canção de blues escrita por Willie Dixon e a primeira gravação do músico Otis Rush, em 1956. A canção, uma de doze compassos lentos de blues, foi gravada por vários artistas, incluindo Led Zeppelin, que a incluiu em seu álbum de estreia.

## Versão de Otis Rush
"I Can't Quit You Baby" foi o veículo para que o arranjador/produtor Dixon lanceasse Rush e a Cobra Records, uma vez que foi o primeiro single de ambos. Neste âmbito, foi um sucesso, alcançando a posição #6 na parada musical da Billboard R&B, em 1956. Em sua autobiografia, Willie Dixon explicou que "I Can't Quit You Baby" foi escrita sobre um relacionamento que Rush parecia estar preocupado naquela época e que Dixon usou para tirar uma performance apaixonada do músico.
Otis Rush revisou "I Can't Quit You Baby" várias vezes ao longo dos anos, principalmente quando ele gravou a canção para sua compilação Chicago/The Blues/Today! Vol.2 (Vanguard 79217), de 1966. Esta versão contou com um acordo alterado com uma reviravolta incomum (acorde tônico seguido por um meio-passo acima do acorde tônico) e preenchimentos de guitarra staccato. Esta é a versão em que se basearia a maioria das versões cover.

## Versão do Led Zeppelin
A banda britânica de rock Led Zeppelin gravou "I Can't Quit You Baby" para o seu álbum de estreia Led Zeppelin, de 1969. Sua interpretação geralmente segue a versão vanguarda de Otis Rush, de 1966, mas com diferentes instrumentos e dinâmica. Ela também incorpora uma pausa durante o solo de guitarra, onde Jimmy Page tem um quatro-bar desacompanhado de arranjo antes de reiniciar o solo. Embora faltando a reviravolta que sai de seu solo, "I Can't Quit You Baby" "acaba como uma das partes de maior sucesso no primeiro álbum, sem manchas planas e uma forma perfeitamente simétrica, tudo dentro da tradição do blues clássico".
A banda tocava a música regularmente em concertos de 1968 até o início de 1970. Duas versões ao vivo de 1969 estão incluídos no Led Zeppelin BBC Sessions, de 1997. A performance da canção em 9 de janeiro de 1970 no Royal Albert Hall está incluída no DVD Led Zeppelin, de 2003 (uma versão editada dessa performance foi lançada no álbum Coda, de 1982). Em 1970, a canção foi retirada da programação típica dos concertos do Led Zeppelin já que eles incorporaram material do Led Zeppelin III em seus shows, com "I Can't Quit You Baby" essencialmente sendo substituído por "Since I've Been Loving You". No entanto, foi revivida como parte do medley de "Whole Lotta Love" durante alguns shows do Led Zeppelin em 1972 e 1973. A canção foi ensaiada pelos membros sobreviventes do Led Zeppelin para o 40º Aniversário da Atlantic Records em 14 maio de 1988, mas não foi realizada durante o evento.

## Outras versões
Uma variedade de artistas gravaram "I Can't Quit You Baby", incluindo John Lee Hooker para o álbum The Real Folk Blues (produzidos em 1966, lançado em 1991), John Mayall & the Bluesbreakers para Crusade (1967), Little Milton no single da Checker Records 1212 (1969), Nine Below Zero de Live at the Venue (1989), Willie Dixon em I Am the Blues (1969), Dread Zeppelin em Un-Led-Ed (1990), Gary Moore de Power of the Blues (2004) e Rolling Stones no álbum Blue & Lonesome (2016).